# Walter Buddeberg
Walter Buddeberg (* 14. Oktober 1890 in Schildesche; † 29. August 1968 in Bielefeld) war ein deutscher Kommunalpolitiker der FDP.

## Leben
Buddeberg kam als Sohn des Arztes Hermann Buddeberg und seiner Frau Marie, geb. Hölzermann, zur Welt. Seine Familie stammte aus Lippstadt und hatte sich seit 1807 in Bielefeld niedergelassen. Er besuchte das Ratsgymnasium in Bielefeld und studierte Architektur in Dresden, Darmstadt und Danzig. Er war von Beruf Diplom-Architekt, kam im Ersten Weltkrieg zum Einsatz und war anschließend bei der Regierung Minden tätig. Danach arbeitete er bis 1950 als Abteilungs- und Zweigstellenleiter beim Wohnungsunternehmen Westfälische Heimstätte, bis 1929 in Münster, danach in Bielefeld. 

## Politik
Seit 1918 war Buddeberg Mitglied der DDP. 1945 war er Mitbegründer der Demokratischen Partei. Von Februar 1948 bis Juli 1950 war er Vorsitzender des FDP-Bezirksverbandes Ostwestfalen-Lippe. In dieser Zeit war er auch Herausgeber der liberalen Publikation Der Demokrat. Bei der Bundestagswahl 1949 kandidierte er auf der Landesliste der FDP Nordrhein-Westfalen. Am 12. September 1949 war er Mitglied der 1. Bundesversammlung.
Buddeberg gehörte von 1946 und von 1948 an bis 1964 dem Rat der Stadt Bielefeld an. Von 1956 bis 1964 war er Bürgermeister und Stellvertreter des Oberbürgermeisters. Aus Altersgründen zog er sich 1964 aus der Kommunalpolitik zurück.

## Privates
Buddeberg war seit 1921 mit Frieda Emma Erna Buddeberg, geb. Stern, verheiratet. Sie hatten zwei Töchter und drei Söhne.